# Kuyun
Kuyun is een bestuurslaag in het regentschap Aceh Tengah van de provincie Atjeh, Indonesië. Kuyun telt 849 inwoners (volkstelling 2010).